# ستاد ملی مبارزه با کرونا
ستاد ملی مقابله با کرونا، تشکیلاتی است که اوایل اسفند ۱۳۹۸ در پی شیوع کروناویروس در ایران با مصوبهٔ شورای عالی امنیت ملی و تأیید سید علی خامنه‌ای تشکیل شد. نخستین جلسهٔ این ستاد ۶ اسفند ۱۳۹۸ برگزار شد و همهٔ تصمیم‌ها در خصوص اقدامات ضروری دربارهٔ مقابله با بیماری کروناویروس ۲۰۱۹ از جمله اعلام تعطیلی‌ها از سوی این ستاد انجام می‌شود. ریاست جمهوری ایران با دستور مستقیم رهبری، رئیس این ستاد است.
در ۲۲ اسفند ۱۳۹۸ سید علی خامنه‌ای، خطاب به محمد باقری (رئیس ستاد کل نیروهای مسلح ایران)، فرمانی برای تشکیل قرارگاه بهداشتی و درمانی مقابله با کرونا داد. افزون بر این، یک شورای پشتیبانی از تصمیمات ستاد ملی مبارزه با کرونا نیز تشکیل شده‌است. ریاست کمیته علمی ستاد ملی مقابله با کرونا به عهده دکتر مصطفی قانعی بود که پس از ناکارآمدی توسط وزیر بهداشت وقت (سعید نمکی) برکنار و دکتر عاطفه عابدینی جانشین وی شد. با تغییر وزیر بهداشت، دکتر حمید‌رضا جماعتی به عنوان رئیس کمیته علمی کرونا انتخاب شد.

## اعضا
- احمد وحیدی وزیر کشور و فرمانده قرارگاه عملیاتی ستاد ملی مبارزه با کرونا
- محمدرضا ظفرقندی وزیر بهداشت و درمان و آموزش پزشکی
- بابک دین‌پرست دبیر قرارگاه عملیاتی ستاد ملی مبارزه با کرونا
- مهرداد بذرپاش وزیر راه و شهرسازی
- رضامراد صحرایی وزیر آموزش و پرورش
- حسین سیمایی صراف وزیر علوم، تحقیقات و فناوری
- ولی اسماعیلی رئیس کمیسیون اجتماعی مجلس شورای اسلامی
- حسین‌علی شهریاری رئیس کمیسیون بهداشت مجلس شورای اسلامی [۸]
- سید رضا صالحی امیری وزیر میراث فرهنگی، گردشگری و صنایع دستی
- سید عباس صالحی وزیر فرهنگ و ارشاد اسلامی
- محمد باقری رئیس ستاد کل نیروهای مسلح
- محمد موحدی آزاد دادستان کل کشور
- داود منظور رئیس سازمان برنامه و بودجه
- پیمان جبلی رئیس سازمان صدا و سیمای جمهوری اسلامی ایران
- علیرضا بیات رئیس سازمان حج و زیارت
- فاطمه مهاجرانی سخنگوی دولت ایران
- احمدرضا رادان فرمانده انتظامی جمهوری اسلامی ایران
- علیرضا اعرافی عضو فقهای شورای نگهبان و نماینده مجلس خبرگان رهبری

### سخنگوی رسمی ستاد
1. از تاریخ ۱ اسفند ۱۳۹۸ تا ۲۰ خرداد ۱۳۹۹: کیانوش جهانپور، مدیرکل روابط عمومی وزارت بهداشت
2. از تاریخ ۲۰ خرداد ۱۳۹۹ تا ۶ آبان ۱۳۹۹: سیما سادات لاری، معاون فرهنگی و دانشجویی وزارت بهداشت
3. از تاریخ ۶ آبان ۱۳۹۹ تا ۲۹ آبان ۱۴۰۰: علیرضا رئیسی، معاون بهداشت وزارت بهداشت
4. از تاریخ ۲۹ آبان ۱۴۰۰ تا ۱۴۰۲: کمال حیدری، معاون بهداشت وزارت بهداشت [۹]